# NGC 23
NGC 23 es una galaxia espiral ubicada en la constelación de Pegaso. Fue descubierto por William Herschel el 10 de septiembre de 1784.
En el Webb Society Deep-Sky Observer's Handbook,
  la apariencia visual de NGC 23 se describe a continuación:

Brillante, elipse extendida; una estructura nuclear brillante es notablemente alargada; dos débiles mejoras en espiral emergen de lados opuestos del núcleo, una curva hacia una estrella brillante unida en el extremo sur. La galaxia es probable que interactúe con NGC 9.

## Galería

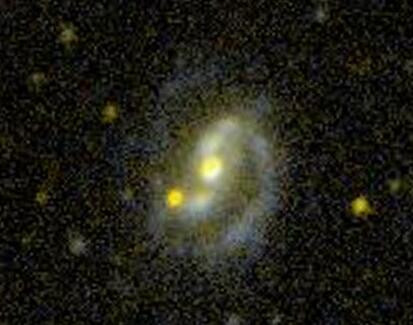
GALEX (ultravioleta)
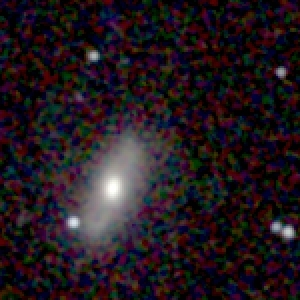
2MASS (infrarrojo cercano)
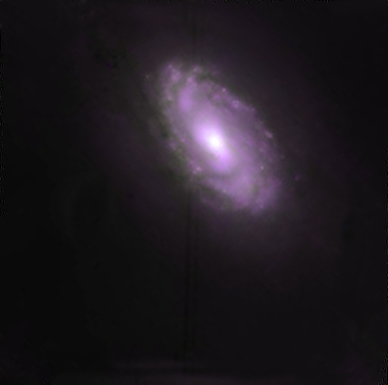
Hubble (óptico)